# Mühlwald
Mühlwald (Italiaans: Selva dei Molini) is een gemeente in de Italiaanse provincie Zuid-Tirol (regio Trentino-Zuid-Tirol) en telt 1481 inwoners (31-12-2004). De oppervlakte bedraagt 104,5 km², de bevolkingsdichtheid is 14 inwoners per km².

## Geografie
De gemeente ligt op ongeveer 1229 m boven zeeniveau.
Mühlwald grenst aan de volgende gemeenten: Ahrntal, Gais, Kiens, Terenten, Pfalzen, Pfitsch, Sand in Taufers, Vintl.